# Джозеф Джон Садовський
Джозеф Джон Садовський (англ. Joseph John Sadowski; нар. 8 грудня 1917, Перт-Ембой — пом. 14 вересня 1944, Вале) — американський військовослужбовець, сержант армії США часів Другої світової війни. Кавалер Медалі Пошани (посмертно), удостоєний найвищої відзнаки за проявлений героїзм та самопожертву в ході визволення Франції.
Садовський вступив до лав армії зі свого рідного міста Перт-Ембой, штат Нью-Джерсі, у травні 1941 року. За станом на 14 вересня 1944 року був сержантом у роті «А» 37-го танкового батальйону 4-ї бронетанкової дивізії. Того дня у французькому Вале ворожим вогнем був підбитий танк Садовського. Він і його екіпаж залишили бойову машину, за винятком одного члена екіпажу, який опинився в пастці всередині палаючого танка. Незважаючи на інтенсивний ворожий вогонь, Садовський повернувся до танка і спробував врятувати товариша, але був убитий, не встигнувши це зробити. За свої дії через сім місяців, 23 квітня 1945 року, він був посмертно нагороджений медаллю Пошани.
Садовський, якому на момент смерті було 26 років, був похований на цвинтарі Сент-Стівенс, Кізбі, Нью-Джерсі. Будинок Садовскі-Філд у Форт-Ноксі названий на його честь, а також Садовскі-Філд у Форт-Худі, Техас. Пам'ятник Садовському був встановлений на бульварі його імені в Перт-Ембої Товариством польських учасників бойових дій (Stowarzyszenie Polskich Kombatantow), пост 40. У 1999 році громадяни Вале також спорудили пам'ятник на честь сержанта Садовського. У вересні 2009 року біля пам'ятника відбулися урочистості з нагоди 65-річчя сержанта.